# Modisimus fuscus
Modisimus fuscus là một loài nhện trong họ Pholcidae. Loài này được phát hiện ở Hispaniola.